# Amphicallia thelwalli
Espèce
Amphicallia thelwalli est une espèce de lépidoptères (papillons) africains de la famille des Erebidae et de la sous-famille des Arctiinae.
On la trouve notamment au Malawi, en Guinée, en RD Congo, en Éthiopie, au Kenya, en Ouganda et en Tanzanie.